# Tomáš Mozga
Tomáš Mozga (* 22. listopadu 1980 Pardubice) je český chemik, biolog a aktivista. Angažuje se v uskupení DIALOG centrum, které se snaží rozvíjet kulturu, vědu a společenský život ve středoevropském regionu, činný je též ve Spolku absolventů a přátel Masarykovy univerzity a v organizaci Husa klub – Žijeme Brnem. Na Masarykově univerzitě působil od roku 2006 v akademickém senátu jako studentský senátor.
Svými články přispívá do Kulturních novin. Společně s Janem Hanákem se 30. května 2015 zapojil do organizace Pouti smíření, jejíž tradiční směr z Brna do Pohořelic při příležitosti 70 let od vyhnání Němců z Brna jako gesto obrátili.